# Família Mosele

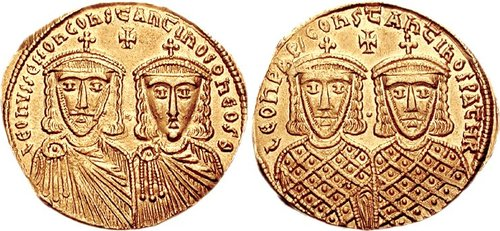
Soldo de r. e r.

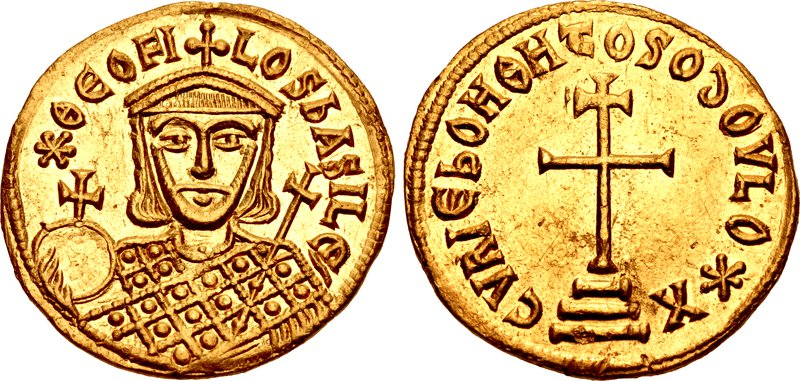
Soldo de Teófilo r.

Mosele (em grego: Μωσηλέ) ou Musulem/Musele (em grego: Μουσουλέμ/Μουσελέ) foi uma família bizantina de origem armênia registrada nas fontes dos século VIII-XII. O primeiro membro conhecido foi Aleixo Mosele, o primeiro drungário da guarda que, em 790/791, envolveu-se nas revoltas contra a regência de Irene de Atenas e em 792 foi cegado quando suspeito de conspirar contra Constantino VI (r. 780–797). Outro membro, o césar Aleixo Mosele, foi herdeiro do imperador Teófilo (r. 829–842) devido seu casamento com Maria. Ele participou de campanhas militares bem-sucedidas nos Bálcãs e Sicília, mas caiu em desgraça quando suspeito de conspirar contra o imperador.
A família manteve sua importância no século X, quando outro Aleixo Mosele serviu como drungário da frota sob Romano I Lecapeno (r. 920–940) e Romano Mosele obteve o título de magistro sob Constantino VII Porfirogênito (r. 913–959). Segundo um édito de Basílio II Bulgaróctono (r. 976–1025), os descendentes de Romano caíram em extrema pobreza. Os membros do século XII são conhecidos por vários selos incertos, um deles pertencente ao notário João Mosele, e no século XII, Miguel Mosele casou-se com uma nobre relacionada com as famílias Melisseno e Xeros. Em Constantinopla, havia um mosteiro, existente até um século XIV, e um bairro.